# Agaricia undata
Agaricia undata is een rifkoralensoort uit de familie van de Agariciidae. De wetenschappelijke naam van de soort werd voor het eerst geldig gepubliceerd in 1786 door Ellis en Solander.